# 卡列塔 (馬德拉)
32°43′33″N 17°9′57″W / 32.72583°N 17.16583°W

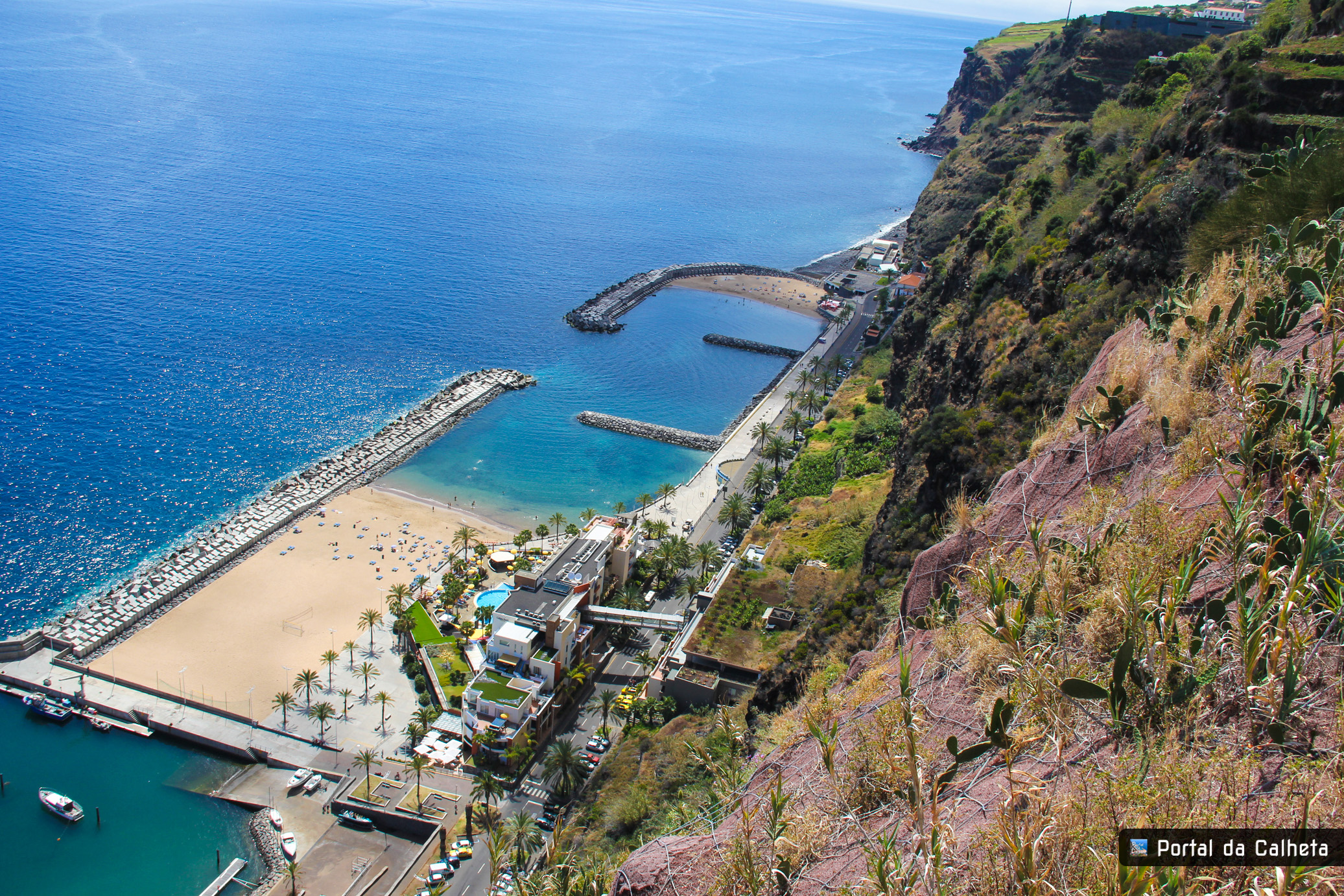

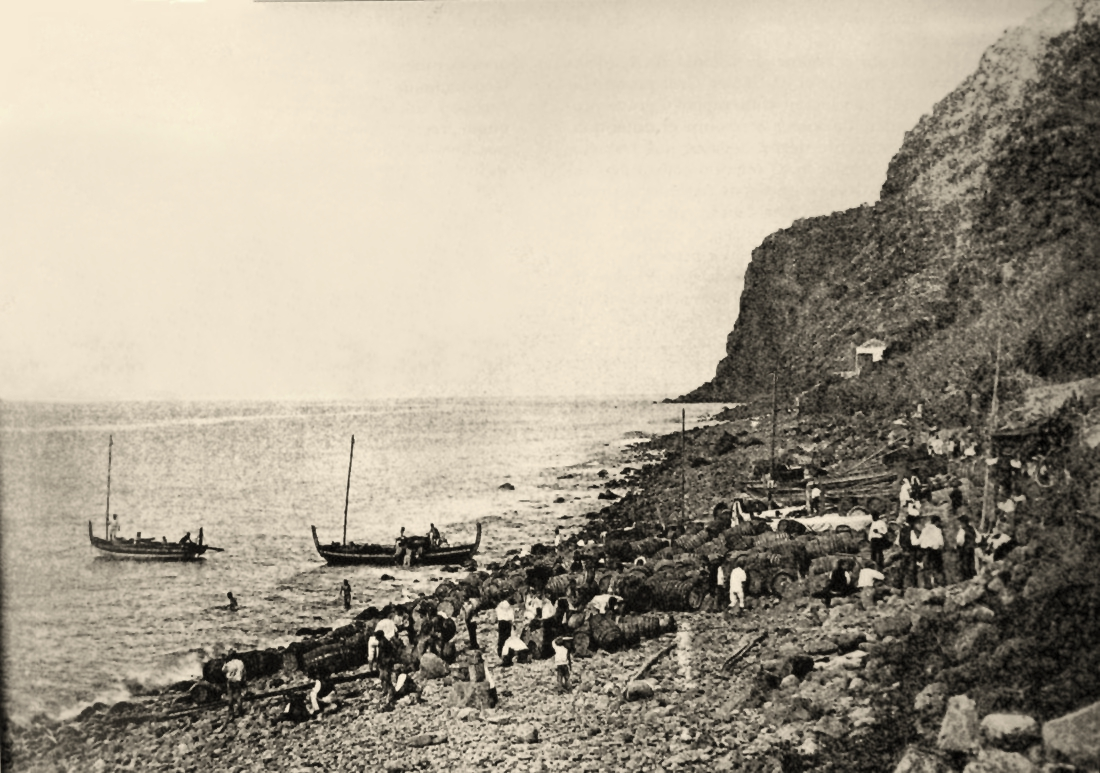

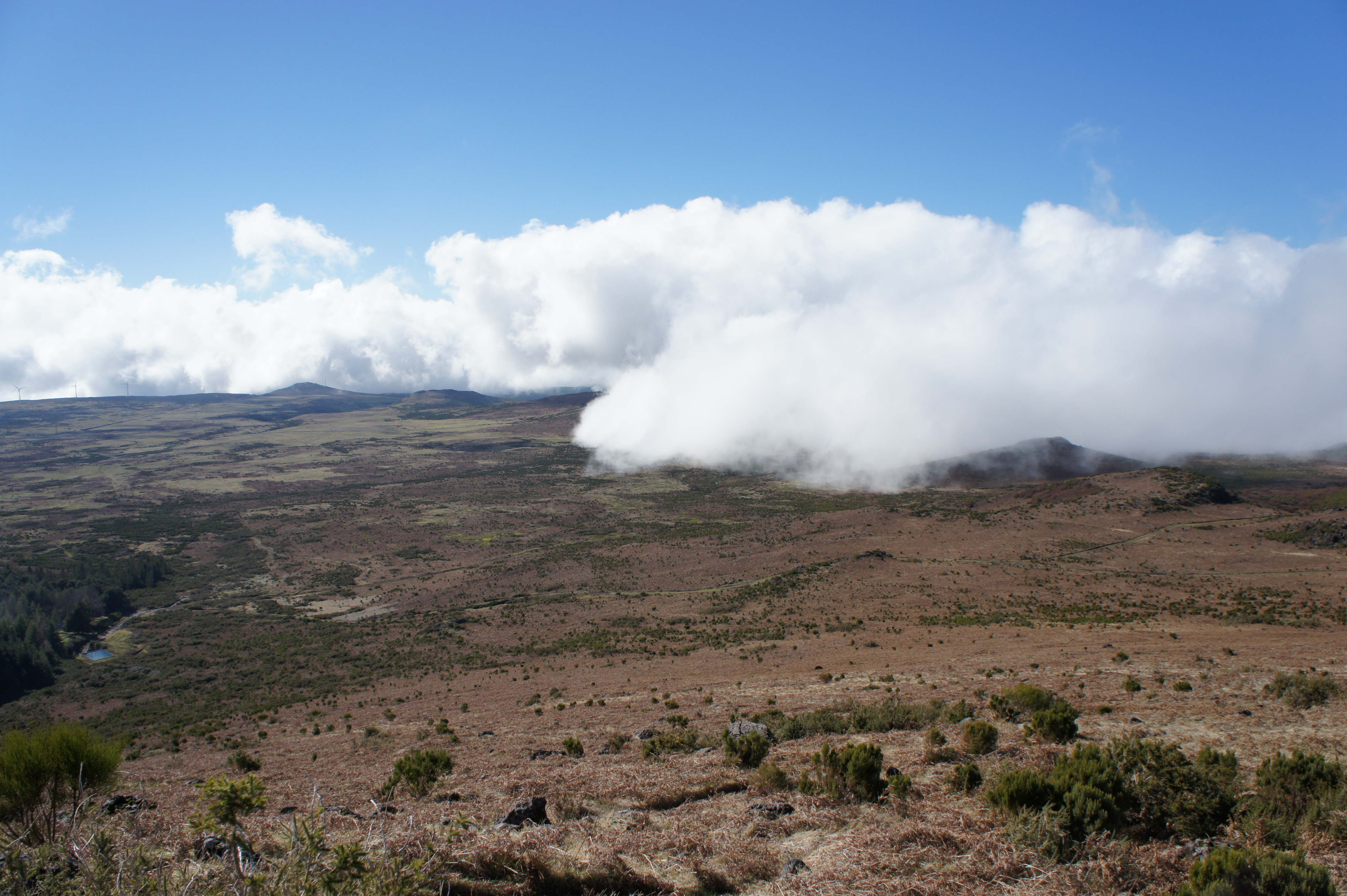

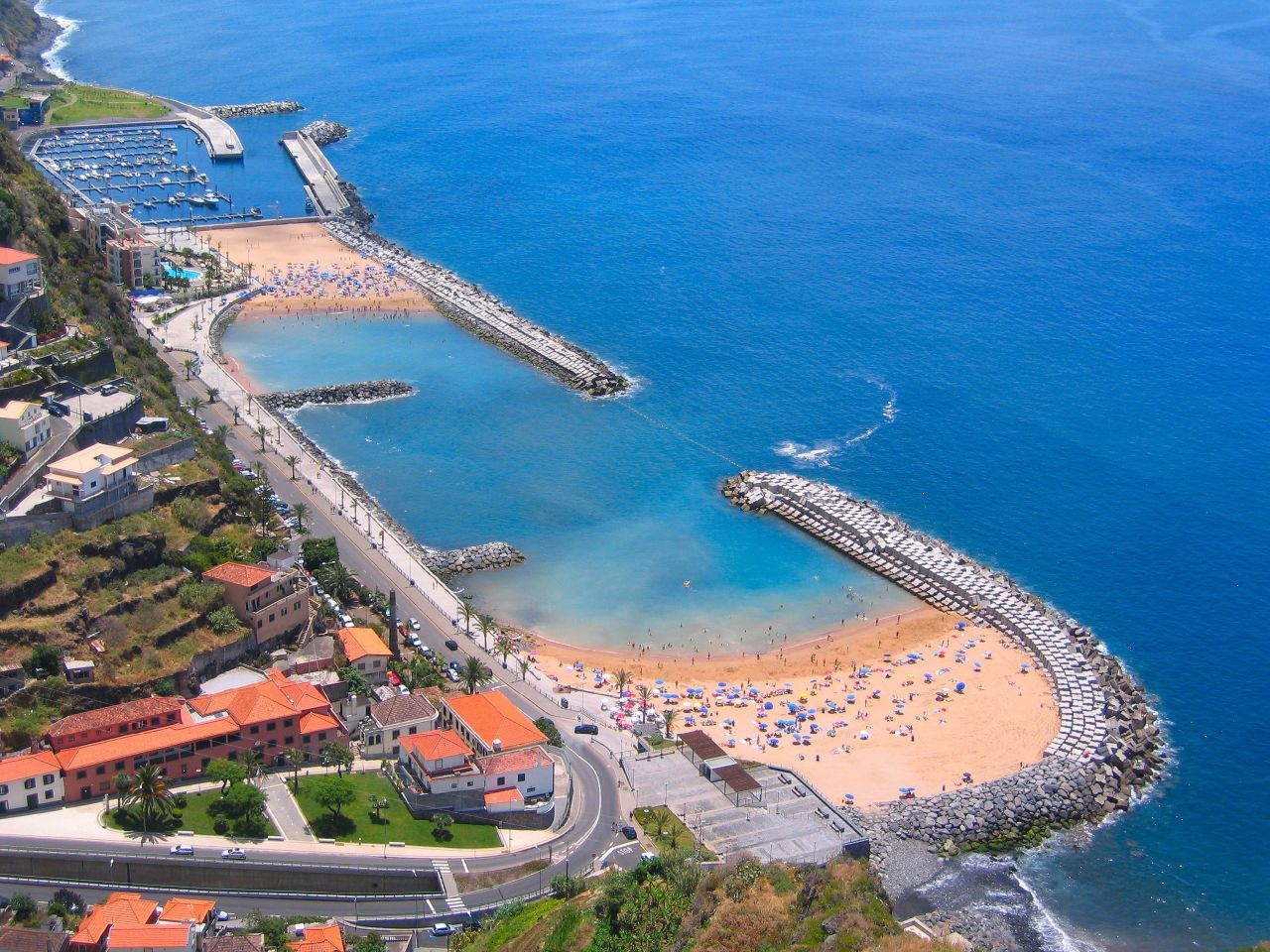

卡列塔（葡萄牙語：Calheta），是葡萄牙的城鎮，位於馬德拉島，始建於1502年7月1日，面積111.52平方公里，主要經濟活動有農業和漁業，2011年人口11,521，人口密度每平方公里103.31人。